# Philoros scepsiformis
Philoros scepsiformis là một loài bướm đêm thuộc phân họ Arctiinae, họ Erebidae.